# Realp
Realp is een dorp en gemeente in Zwitserland, het ligt in hetzelfde dal, de Urseren, als Andermatt. Dat is in de Alpen. Het derde dorp in het dal is Hospental. Realp ligt onderaan de weg over de Furkapas.
Realp heeft een station aan de Matterhorn Gotthard Bahn. In Realp begint de Furka-basistunnel voor het spoor naar Oberwald en verder richting Brig. Veel automobilisten zetten hun auto hier op de trein onder de Furkapas door. In de winter is de trein de enige mogelijkheid om aan de andere kant van de pas te komen.
Altdorf · Andermatt · Attinghausen · Bauen · Bürglen · Erstfeld · Flüelen · Göschenen · Gurtnellen · Hospental · Isenthal · Realp · Schattdorf · Seedorf · Seelisberg · Silenen · Sisikon · Spiringen · Unterschächen · Wassen
- Historisch woordenboek van Zwitserland: 000701
- Virtual International Authority File: 245839287